# Althepus complicatus
Althepus complicatus là một loài nhện trong họ Ochyroceratidae. Loài này phân bố ở Sumatra.